# 東和派出所
東和派出所為雲林縣古坑鄉的舊派出所建築，其原為興建於1929年的溪邊厝警察官吏派出所。溪邊厝在戰後改名為東和村，此建築亦改為東和派出所，後來在其隔壁另建了新的派出所之後，此建築即閒置，並在2009年被登錄為雲林縣歷史建築。

## 介紹
古坑鄉東和村在過去屬於斗六堡溪邊厝庄，1920年被劃為古坑庄的溪邊厝大字。此派出所建於1929年，最初稱為「溪邊厝警察官吏派出所」，隸屬於斗六郡警察署。溪邊厝警察官吏派出所在日治時期的的管轄區域包含：古坑庄高厝林子頭、溪邊厝、新庄，和斗六街菜公。
東和派出所的建築空間可分成三部分，分別為中央的派出所辦公室、右側的長官宿舍，和左側職員宿舍。其皆為一層樓的建築，辦公室為磚、混凝土結構，造並具有「半切妻式」的切角屋頂；兩側的宿舍則為磚、木結構以及編竹夾泥牆的隔間。此建築用地最初為當地士紳陳家商出借予政府興建，雲林縣政府在2008年出資徵收此地，並於隔年將其列為歷史建築。